# Fornaci (Savona)
Fornaci (Furnaxi in ligure) è un quartiere storico di Savona, situato tra il centro e la zona ovest della città. 
Sorto come borgo marinaro autonomo, con l'espansione della città nel corso del XX secolo è divenuto parte integrante della stessa. Il quartiere si snoda lungo la via Aurelia, nel tratto che va dalla sponda occidentale del torrente Letimbro fino al quartiere di Legino, affacciandosi su una delle spiagge più estese della città.
Nella parte più antica del quartiere si snoda via Saredo, dove sorge la ottocentesca chiesa della Madonna della neve.
Sede di numerosi stabilimenti balneari, nonché di attività di ristorazione e ricettive, la zona è particolarmente frequentata nei mesi estivi, periodo in cui si popola anche di turisti. Sul fronte mare si sviluppa inoltre una lunga passeggiata che è stata oggetto di un profondo restyling a fine anni novanta.
Il quartiere ha sempre ottenuto dal 2002 ad oggi (escludendo il solo 2008) il conferimento della Bandiera Blu per la qualità delle sue spiagge.

## Eventi
- Lo spettacolo pirotecnico estivo che si tiene l'ultimo sabato di luglio con fuochi d'artificio a tempo di musica.
- Il carnevale estivo con sfilata degli stabilimenti balneari la prima domenica di agosto.
- L'arrivo della statua della Madonna dal mare il 5 agosto.